# Flaggenmast von Kairo
Der Flaggenmast von Kairo ist ein Fahnenmast in der Neuen Verwaltungshauptstadt in der Metropolregion Kairo, Ägypten. Mit einer Höhe von knapp 202 Metern ist er der höchste freistehende Flaggenmast der Welt.